# Praomys minor
Praomys minor là một loài động vật có vú trong họ Chuột, bộ Gặm nhấm. Loài này được Hatt mô tả năm 1934.